# Langgräber der Bretagne
Die Langgräber der Bretagne (französisch tertre tumulaire – dt. Grabhügel) sind die älteste Form neolithischer Architektur in diesem Raum. Die bretonischen Neolithiker folgen auf das Mesolithikum (belegt u. a. auf der Île Téviec).
Die älteren Lang- oder Rundhügel (französisch Tumuli) enthalten runde, ovale oder quadratische Holz- oder Steinkisten (französisch coffres), oft ohne Skelettreste oder Leichenbrand. Bei den wenigen Grabbeigaben handelt es sich um Silex, querschneidige Pfeilspitzen, spitznackige Beile und zerscherbte rundbodige Carn-Keramik.
Die von Randsteinen oder Trockenmauerwerk (u. a. weißer Quarz) gefassten rechteckigen oder ovalen Erdhügel sind meist ost-west orientiert, nur 0,5 bis 2,0 Meter hoch, jedoch 50–100 m lang und 15–35 m breit. Sie erschienen vor, oder begleiteten die ersten Megalithanlagen, die ihrerseits etwa um 4500 v. Chr. als älteste Großsteinarchitektur in Europa entstanden. Bekannte Tumuli sind die von:
- Tumuli de la Croix Saint-Pierre, bei St. Just Département Ille-et-Vilaine
- Megalithen von La Gaudinais, bei Langon im Département Ille-et-Vilaine
- Kerlescan, bei Carnac (Département Morbihan)
- Kermario, bei Carnac (Département Morbihan)
- bei Quiberon (Département Morbihan)
- Langgrab von Notre-Dame de Lorette bei Le Quillio (Département Côtes-d’Armor)